# Sadlińskie Łąki
Sadlińskie Łąki (niegdyś również Mętna, niem. Mönne; nieoficjalnie także Wyspa Robiena) – niezamieszkana wyspa Międzyodrza w granicach Szczecina (osiedle Międzyodrze-Wyspa Pucka), położona między Regalicą a południową zatoką jeziora Dąbie, nazywaną Dąbie Małe. Wyspa stanowi wschodni brzeg Regalicy przy jej ujściu; zachodni brzeg stanowi Mieleńska Łąka (Mienia), a linia łącząca północne cyple obu wysp jest linią ujścia Regalicy do Jeziora Dąbie. Od południa Sadlińskie Łąki sąsiadują z Czaplim Ostrowem, a wyspy te rozdziela żeglowny kanał Dąbski Nurt.
Sadlińskie Łąki były niegdyś dwiema wyspami, rozdzielał je nurt zwany Szczuczą Głębią (obecnie jest to wąska zatoka).
Na wyspie w latach 1922–1945 mieszkali niemiecki ornitolog Paul Robien i jego partnerka Eva Windhorn, którzy wybudowali w południowej części wyspy (nad Dąbskim Nurtem) dom przy wsparciu burmistrza Szczecina Friedricha Ackermanna. Paul Robien prowadził na wyspie stację ornitologiczną i doprowadził do uznania jej i jej okolicy za rezerwat. Obydwoje zostali zamordowani przez żołnierzy sowieckich pilnujących leżącego na Dąbiu opodal wyspy wraku niemieckiego lotniskowca Graf Zeppelin, prawdopodobnie pod koniec 1945 r. (zbrodnię wykryto po wielu miesiącach, a zwłok ofiar nie znaleziono). Dom Robiena został zniszczony, na jego ocalałych schodach znajduje się postawiona w 1995 r. tablica pamiątkowa.
Na wyspie nie ma przystani, odwiedzają ją tylko wodniacy, cumując opodal dawnego domu Robiena.